# Mario Untersteiner
Mario Untersteiner (Rovereto, 2 agosto 1899 – Milano, 6 agosto 1981) è stato un grecista, filologo classico, storico della filosofia e traduttore italiano.

## Biografia

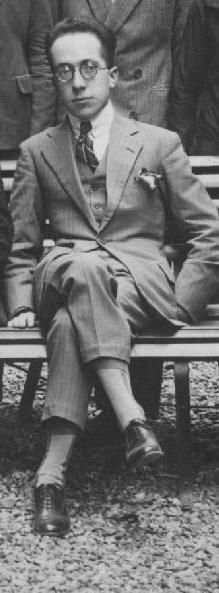
Mario Untersteiner al Liceo Berchet il 25 maggio 1927

Orfano di padre dall'età di quattro anni, iniziò i suoi studi a Rovereto, città, a quel tempo, facente parte dell'Impero austro-ungarico, nella quale, dal 1909, frequentò l'Imperial Regio Ginnasio di Rovereto. Il completamento della scuola secondaria avvenne però a Milano, dove la sua famiglia, di spirito irredentista, si rifugiò il 15 maggio 1915. All'Università degli Studi di Milano compì gli studi universitari, terminati con la laurea il 1º luglio 1920.
Fu insegnante al Liceo Ginnasio Giovanni Berchet di Milano fino alla Liberazione, dopo la quale fu temporaneamente preside reggente, in quanto unico professore di quel liceo a non aver aderito al Partito Nazionale Fascista. Poco dopo si dedicò alla carriera universitaria, presso le Università degli Studi di Genova e di Milano, insegnando Letteratura greca e, dal 1959, Storia della filosofia antica.
Fu autore di numerosi saggi sulla filosofia antica, la sofistica, la spiritualità e la religione greca, di scritti sull'origine e la natura della commedia e della tragedia greca, di commenti e interpretazioni sofoclee, di edizioni critiche e commenti di opere filosofiche di Parmenide, Zenone di Elea, Senofane, Platone, Aristotele,  di edizioni critiche di tragedie di Eschilo e Sofocle, e delle Storie di Erodoto.
Si ritirò dall'insegnamento dopo aver completato l'anno accademico 1968/1969, rinunciando volontariamente a prolungare la sua permanenza fino ai 75 anni, una possibilità allora prevista.

## Opere

### Saggi sulla tragedia e la commedia greca
- I frammenti dei tragici greci, Milano, 1924
- Omero, Iliade. Libro sedicesimo, Introduzione e commento di M. Untersteiner, Milano, Signorelli, 1927.
- Sofocle.
  - Edipo a Colono. Introduzione e commento, Torino, 1929
  - Elettra. Introduzione e commento, Milano, 1932
  - Aiace. Introduzione e commento, Milano, 1934
  - Antigone. Introduzione e commento, Modena, 1937
- Eschilo. Le Supplici, Introduzione e commento, Napoli, 1935
  - Le Coefore, Introduzione, testo critico e traduzione, Como, 1946
  - Le tragedie. Edizione critica con introduzione e traduzione a fronte, 2 volumi e un'appendice metrica, Milano, 1947
- Guida bibliografica ad Eschilo, Arona, Paideia, 1947
- Commedia e mimo in Grecia. Aristofane - Menandro - Eronda - Teocrito, Napoli, 1930
- Le origini della tragedia e del tragico. Dalla preistoria a Eschilo, Torino, Einaudi, 1955; Ristampa riveduta e corretta, Milano, 1984
- Sofocle. Studio critico, II edizione riveduta, con un saggio introduttivo dell'autore e un aggiornamento bibliografico a cura di Dario Del Corno, Milano, 1974

### Edizioni erodotee
- Erodoto
  - Le Storie, Libro VIII. Introduzione e commento. Napoli, 1937
  - Le Storie, Libro IX. Introduzione e commento. Milano, 1937

### Edizioni di testi filosofici
- Senofane, Testimonianze e frammenti, Firenze, 1956
- Parmenide. Studio critico. Frammenti - Testimonianze - Commento, Torino, Fratelli Bocca, 1925. - Firenze, La Nuova Italia, 1958.
- I sofisti. Testimonianze e frammenti (4 voll.), Firenze, La Nuova Italia, 1949. - Introduzione di Giovanni Reale, con la collaborazione di A. M. Battegazzore, Milano, Bompiani, 2009.
- Zenone, Testimonianze e frammenti, Firenze, 1963
- Aristotele, Della filosofia, Introduzione, testo, traduzione e commento esegetico, Roma, Edizioni di Storia e Letteratura, 1963
- Platone, Repubblica. Libro X, Studio introduttivo, testo e commento, Napoli, 1966
- I sofisti, Torino, Einaudi, 1966. - Bruno Mondadori, 2008.
- Posidonio nei Placita di Platone secondo Diogene Laerzio III, Brescia, Paideia, 1970.

### Altri scritti
- Pindaro, Milano, 1931
- Scritti minori. Studi di letteratura e filosofia greca, Brescia, Paideia, 1971.
- Saggi sul mondo greco, a cura di Riccardo Maroni e Linda Untersteiner Candia, Trento, Edizione V.D.T.T., 1972.
- Incontri, A cura di Riccardo Maroni e Linda Untersteiner Candia, Trento, Edizione V.D.T.T., 1975.
- Da Omero ad Aristotele. Scritti minori · seconda serie, Brescia, Paideia, 1976.
- La fisiologia del mito, Collana Saggi, Torino, Bollati Boringhieri, 1991.